# Office des postes et télécommunications de Polynésie française
Pour les articles homonymes, voir OPT.
 (septembre 2020).
Si vous disposez d'ouvrages ou d'articles de référence ou si vous connaissez des sites web de qualité traitant du thème abordé ici, merci de compléter l'article en donnant les références utiles à sa vérifiabilité et en les liant à la section « Notes et références ».
L'office des postes et télécommunications (OPT) est l'opérateur public historique de la Polynésie française chargé du courrier postal, des télécommunications et des services financiers de base. Il a le statut d'établissement public à caractère industriel et commercial (EPIC) et, avec ses filiales, reste en 2016 en situation de monopole ou en position dominante sur plusieurs secteurs d'activité économique.

## Histoire
Débuté en 1982, le processus de décentralisation conduit la France à doter la Polynésie française le 6 septembre 1984 d'une « autonomie interne ». Celle-ci permet à l'assemblée territoriale de créer, le 8 mars 1985, un EPIC nommé « office des postes et télécommunications », qui remplace l'« office d’État des postes et télécommunications de la Polynésie française », créé le 30 juin 1962 lors de l'installation du Centre d'expérimentation du Pacifique. Son siège social est situé à l’Hôtel des Postes à Papeete.
- 1994 : création de la Société Tikiphone par Alcatel (51 %) en partenariat avec l'OPT (35 %) et Wan (14 %).
- 26 juin 1995 : lancement commercial du réseau Vini sur l'île de Tahiti. Il est dimensionné pour 5 000 clients.
- de 1995 à 2006 : extension et densification du réseau Vini dans les Îles de la Société, des Marquises, des Australes et des Tuamotu-Gambier.
- 31 janvier 1997 : rachat par l'OPT des 51 % d'Alcatel.
- 2006 : développement de la technologie EDGE sur Tahiti. Lancement du portail WAP i-vini.
- 2008 : développement de la technologie EDGE sur l'Archipel de la Société.
- 2009 : lancement du réseau 3G+ sur l'île de Tahiti. Après l'Australie et la Nouvelle-Zélande, la Polynésie française est le 3e pays du Pacifique Sud à bénéficier du haut débit mobile[réf. nécessaire].
- 2011 : lancement de l'Internet mobile en prépayé. Création de la filiale de distribution : Vini Distribution SAS. Ouverture de trois nouvelles boutiques en nom propre.
- 2013 : rachat de l'enseigne Tahitiphone. La fusion des filiales du groupe OPT dans Tikiphone est prévue pour le 20 avril 2013, ce qui a pour conséquence la disparition de la marque Mana au profit de Vini. Cette fusion est destinée à unifier l’entreprise avant l’ouverture à la concurrence[4]. La nouvelle entité juridique est Vini SAS, opérateur multimédia réunissant les activités du mobile, de la télévision et de l'Internet.
- 2017 : lancement du réseau 4G (LTE) sur Tahiti et déploiement progressif dans les îles (Moorea, Bora Bora, Raiatea, Huahine, Tahaa, Maupiti, Tetiaroa, Rangiroa, Tikehau, Fakarava, Hao, Nuku-Hiva et Hiva-Oa).
- 2019 : création de la nouvelle entité ONATi, issue de la fusion des équipes télécoms de l'OPT avec les équipes de la SAS Vini.

## Organisation
Les salariés de l'OPT sont employés sous différents régimes. D'abord les fonctionnaires métropolitains détachés, qui ont disparu de l'effectif au début des années 2000. Ensuite les fonctionnaires du corps de l'État pour l'administration de la Polynésie française (CEAPF), le tiers de l'effectif à la fin du XXe siècle, mais qui en représente moins de 10 % en 2013. Enfin la majorité de l'effectif est constitué de contractuels de droits privé permanent ou occasionnel.
| 1999 | 2000 | 2001 | 2002 | 2003 | 2004 | 2005 | 2006 | 2007 | 2008 | 2009 | 2010 | 2011 | 2012 | 2013 | 2014 |
| ---- | ---- | ---- | ---- | ---- | ---- | ---- | ---- | ---- | ---- | ---- | ---- | ---- | ---- | ---- | ---- |
| 850  | 888  | 927  |      |      |      |      |      |      | 992  | 998  | 1024 | 990  | 953  | 951  | 934  |

### Filiales
En 2016, l'OPT a trois filiales : Vini pour la téléphonie mobile, l'accès à l'Internet et les services de télévision, ISS pour les services et produits informatiques, et Tahiti Nui Télécom pour les télécommunications extérieures.

## Couverture réseau mobile
L'entreprise couvre 65 îles de Polynésie, soit 92 % de la population avec des relais 2G+, 3G, 4G / 4G+ et 5G :
- Archipel de la Société : Tahiti, Moorea, Huahine, Raiatea, Tahaa, Bora Bora, Maupiti, Tetiaroa et Maiao ;
- Archipel des Australes : Rimatara, Rurutu, Tubuai, Raivavae et Rapa ;
- Archipel des Marquises : Nuku Hiva, Ua Huka, Ua Pou, Hiva Oa, Tahuata et Fatu Hiva ;
- Archipel des Tuamotu et Archipel des Gambier : Rangiroa, Manihi, Fakarava, Hao, Takaroa, Arutua, Tikehau, Makemo, Aratika, Takapoto, Katiu, Ahe, Apataki, Kauehi, Mataiva, Makatea, Amanu, Kaukura, Anaa, Niau, Faaite, Tatakoto, Fangatau, Raroia, Rikitea, Napuka, Fakahina, Pukapuka, Nukutavake, Hikueru, Pukarua, Takume, Tureia, Raraka, Taenga, Tepoto, Reao, Toau, Marokau, Hereheretue, Vairaatea et Vahitahi.

## Opérateur postal

### Philatélie
Pour son programme philatélique, l'OPT est indépendant de La Poste métropolitaine, même s'il fait appel aux moyens artistiques et techniques de Phil@poste, dont l'imprimerie de Boulazac, près de Périgueux en métropole.

## Relations internationales
L'OPT fait partie de l'Union internationale des télécommunications, de l'Union postale universelle, de la Pacific Islands Telecommunications Association (PITA) et du Pacific Telecommunications Council (PTC).